# Penstemon bolanius
Espèce
Penstemon bolanius  est une espèce de plantes de la famille des Plantaginacées, originaire d'Amérique du Nord.

## Description
Cette espèce est pérenne et native de Mexico. Elle peut atteindre 70cm de haut. Elle fleurit d’aout à octobre.